# هیئت اعزامی تریسی
هیئت اعزامی تریسی (انگلیسی: Tracey Mission) یک هیئت دریایی نیروی دریایی پادشاهی بریتانیا بود که در سال‌های ۱۸۶۷–۱۸۶۸ به ژاپن فرستاده شد. این امر درست قبل از اصلاحات میجی سال ۱۸۶۸ صورت گرفت. ارسال این هیئت توسط شوگون‌سالاری توکوگاوا برای کمک به توسعه نیروی دریایی شوگون‌سالاری، و به ویژه جهت سازماندهی و هدایت مدرسه نیروی دریایی در تسوکیجی، توکیو درخواست شده بود. این هیئت اعزامی توسط آدمیرال سر ریچارد تریسی رهبری می‌شد و متشکل از چند افسر و افسر ارشد بود. تریسی، که قبلاً به عنوان افسر جزء در اچ‌ام‌اس اوریالوس (۱۸۵۳) خدمت کرده بود و در هر دو عملیات در اوت سال ۱۸۶۳، در بمباران کاگوشیما و جنگ شیمونوسکی در سپتامبر ۱۸۶۴ شرکت کرده بود.
هیئت اعزامی تریسی به علت آغاز جنگ بوشین به سختی قادر به شروع کار بود و به دلیل وعده قدرت‌های خارجی جهت بی‌طرف بودن در جنگ بوشین، به انگلستان بازگشت.